# Усть-Бакчар
Усть-Бакча́р (рос. Усть-Бакчар) — село у складі Чаїнського району Томської області, Росія. Входить до складу Усть-Бакчарського сільського поселення.

## Населення
Населення — 548 осіб (2010; 556 у 2002).
Національний склад (станом на 2002 рік):
- росіяни — 85 %